# Robotik-Teleskop
Als Robotik-Teleskop wird ein modernes astronomisches Fernrohr bezeichnet, das vollautomatisch programmierbar ist und keinen Astronomen und meist auch keinen Servicetechniker vor Ort benötigt. Es handelt sich meist um ein Spiegelteleskop, das samt der Sternwartekuppel automatisch gesteuert wird, zunehmend via Internet. Über das Netz erfolgt dann auch die Übertragung der Messdaten.
Den hohen Kosten robotischer Teleskope stehen mehrere Vorteile gegenüber wie: geringer Personalbedarf, rasche (evtl. auch vollautomatische) Reaktion auf überraschende Himmelsphänomene (z. B. Novae oder Gammablitze), und die Vermeidung von Refraktionsanomalien durch die Körperwärme des Beobachters.